# Phataginus
Phataginus és un gènere de pangolins de la família dels mànids. El grup inclou les espècies arborícoles africanes de pangolins. Tenen una distribució que abasta principalment l'Àfrica Occidental i Central. El seu hàbitat són els boscos. S'alimenten principalment de formigues i tèrmits. La caça intensiva ha provocat una minva important de les seves poblacions. Encara hi ha molts científics que consideren Phataginus un subgènere de Manis, però una anàlisi morfològica revelà que es tracta d'un gènere a part.